# Antiparasitari

Metronidazole, un amebicida.

Un antiparasitari és un que s'indiquen per al tractament de malalties parasitàries, com les causades per helmints, ameboides, ectoparàsits, fongs paràsits, i protozous, entre d'altres. Els antiparasitaris es dirigeixen als agents paràsits destruint-los o inhibint-ne el creixement, generalment són efectius contra un nombre limitat de paràsits d'una classe particular. Es poden administrar per via oral, intravenosa o tòpica.

## Antihelmíntics
- Albendazole, indicat per al tractament de: 
  - Cestodosis, per ex.: equinococcosi
  - Nematodosis

- Ivermectina
  - Nematodosis, per ex.: filariosis i oncocercosis
  - Ectoparàsits

- Praziquantel
  - Trematodosis, per ex.: esquistosomosi
  - Cestodosis

## Antiprotozoaris
- Albendazole
  - Giardiosi
  - Microsporidiosi

- Fumagilina 
  - Microsporidiosi ocular

- Trimetoprim/sulfametoxazole
  - Ciclosporosi
  - Isosporosi

- Paromomicina
  - Criptosporidiosi

## Nous tractaments
En les últimes dècades s'han fet servir triazolopirimidines i complexos metàl·lics derivats d'elles com a fàrmacs alternatius als antimonials existents al mercat, amb la finalitat d'intentar disminuir els efectes secundaris i combatre el desenvolupament de resistència per part dels paràsits als fàrmacs comercials.